# 페데리코 살몬
페데리코 살몬 아모린(스페인어: Federico Salmón Amorín)은 스페인 제2공화국의 언론인, 변호사이자 정치인이었다. 제2공화국 시절 법무부 장관을 역임했으며 스페인 공화국의회의 무르시아주 하원의원이기도 했다.  1927년 11월 10일에 살몬은 콘셉시온 호버 라베르다와 결혼했고, 그 결실로 1928년 8월 3일에 살몬의 외동딸 돌로레스 살몬 호버가 태어났다. 이후 스페인 내전이 발발하자 공화파의 우익 탄압의 희생자가 되기도 하였으며, 파라쿠엘로스 학살 도중에 사망했다.
장관으로서 살몬은 대공황 이후 스페인의 경제적 위기 상황에서 실업을 막기 위한 조치인 소위 '살몬법'을 1935년에 추진했다. 이후 '살몬의 집'이라는 별명을 얻을 만큼 공통의 특징을 가졌던 중산층을 위한 임대 주택 3000채의 건설이 추진되었고, 이러한 양식으로 지어진 건물들을 '살몬 양식'이라고 한다.

## 초기 경력
1926년에 살몬은 세구라 수로연맹 (스페인어: Segura Hydrographic Confederation)의 고문으로 임명되었다. 스페인 왕국에서 그는 제2공화국의 건국 전까지 수로연맹에서 일했고, 동시에 살몬은 무르시아 대학교의 정치학과 조교수직을 얻었다.

### 무르시아에서
1931년 9월에 그는 라 베르다드 데 무르시아 신문의 경영권을 인수해 신문사의 기약적인 발전을 이룩하기도 했다. 살몬의 베르다드 데 무르시아는 무르시아의 사람들의 이목을 집중시켰고, 인수 1년이 채 되기도 전에 기존보다 60% 가까이 발행 부수가 증가하기도 했다. 그러나 이러한 행보에도 몇몇 지역들에서 신문은 비판받았고, 이러한 비판들로 인해 1932년 테루엘주의 법정으로 이송되어 무르시아를 떠나도록 강요당했다. 이는 무르시아의 좌익들의 선동 때문으로, 이들은 살몬을 무르시아에서 제거하려고 했다. 그러나 이는 받아들여지지 않았고, 주변호사로서 휴가를 요청하며 마드리드로 떠났다.

### CEDA에서

CEDA의 로고.

1933년 1월, 살몬이 마드리드에 도착한 이후 그는 마드리드 대학연구센터의 초대 총장으로 임명되었다. 동시에 살몬은 대중행동에서 호세 마리아 힐로블레스와 함께 일하기도 했는데, 살몬은 이후 CEDA에서 2월 28일부터 3월 1일까지 열린 회의를 조직했고, 그 회의에서 그는 CEDA의 초대 사무총장으로 임명되었으며, 1933년 스페인 총선에서는 무르시아 공화국의회의 하원의원에 임명되기도 했다.

### 장관으로서
중도 우파 성향을 가졌던 살몬은 1933년 5월 6일부터 9월 25일까지 알레한드로 레룩스 내각에서 보건사회복지부 장관직을 역임했다. 호아킨 차파프리에타 토레그로사 내각에서는 법무주 장관직을 역임하기도 했고, 살몬은 재임기간동안 노동자들의 실업 문제를 해결하고 기업가들에게 세금 혜택을 보장하는 반실업 조항법, 즉 살몬법을 제정하여 1935년 6월 26일에 승인받게 되었다. 이때 농민 자녀들의 교육 문제가 두드러지자 이를 해결하기 위해 농촌 학교 건설을 명령했다. 또한, 그는 재임 7개월만에 18개 법안들의 초안을 작성하기도 했다.
살몬은 현대의 사회보장제도인 보건조정법의 개념을 확립하기도 했는데, 매춘에 대한 규제를 폐지하는 법안을 제정하기도 했다. 이러한 것들 말고도 그는 스페인에 만성적으로 유행했던 결핵과 기타 질병들을 퇴치하기 위해 그는 국가의료개편법을 제정했으며, 환자들에 대한 '장벽'들을 허물기도 했다. 게다가 그는 정신질환으로 분류되던 몇몇 질환들을 일반질환으로 재정의했으며, 스페인의 모든 지역에 정신병원 혹은 정신과가 존재하도록 했다. 다른 한편으로는 살몬은 가난한 사람들에 대한 의료 서비스를 제공하고 이들이 방치되는 상황을 막기 위해 노력했는데, 가톨릭 신자로서 살몬은 낙태 합법화에 대한 것은 거부했지만 임산부의 생명 보호와 관련된 법안을 제정하기도 했다. 이에 관해 스페인에서는 몇몇 어리숙한 의사들, 일명 '돌팔이 의사'들에 의해 수많은 사람들이 사망하기도 했기 때문이다.

## 사망
7월 쿠데타의 실패 이후 스페인 내전이 발발하자, 살몬은 마드리드에서 좌익들의 목표가 되었다. 살몬이 가르쳤던 제자이자 친한 친구였던 라파엘 비나더 솔레르의 집으로 피신한 그는 9월 14일에 솔레르와 함께 체포된다. 체포 이후 체카 데 포멘토에 수감되었고, 일주일 뒤 모델로 교도소로 이송되었다.
살몬은 쿠데타 가담 혐의로 기소되었지만 쿠데타와 그와의 연관성을 찾기는 힘들었다. 이에 재판은 연기되었지만 이후 재판은 열리지 않으며 1936년 11월 7일에 그는 석방되었다. 그러나 이후 파라쿠엘로스 데 하라마에서 벌어진 파라쿠엘로스 학살에서 사망한다.